# Día de Al-Quds

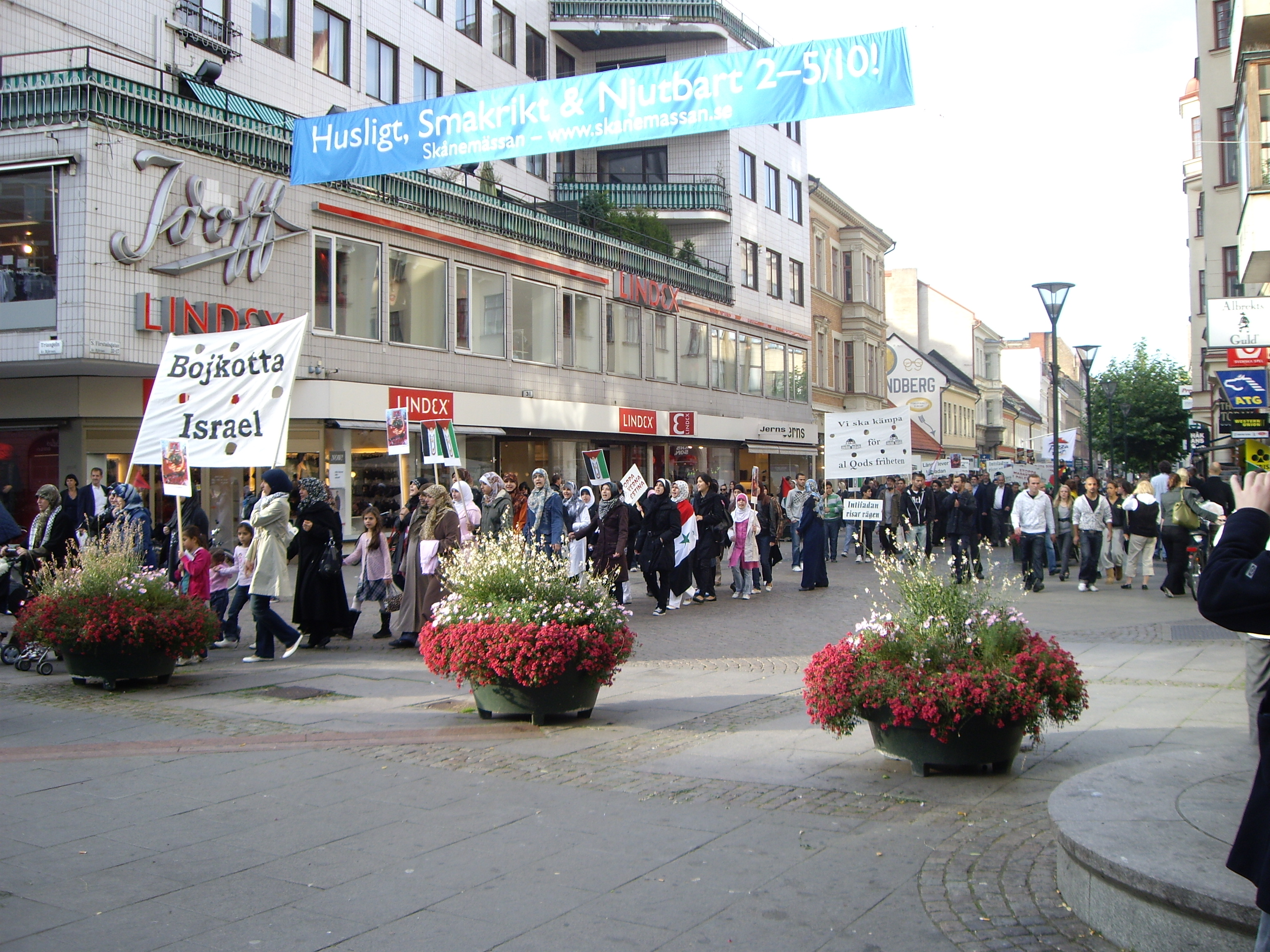
Manifestación por el día de Al-Quds en Malmö, Suecia, 27 de septiembre de 2008.

El Día de Al-Quds («día de Jerusalén», por el nombre árabe de la ciudad) o Día Mundial de Al-Quds en la literatura oficial (en persa, روز جهانی قدس, ruz-e yahaní-e qods) es un evento anual celebrado en Irán y otros países del mundo desde su institución por el ayatolá Jomeini en 1979, tras la revolución, para la expresión de solidaridad con el pueblo palestino y de oposición al sionismo y a un supuesto control israelí de Jerusalén, siendo este un acto de completo antisionismo. El día se celebra en el último viernes del mes de ramadán.

## Historia

### Antecedentes
El estado israelí mantuvo desde su creación relaciones cordiales con el estado iraní, con Mohammad Reza Pahlaví a la cabeza. A pesar de votar en contra del plan de la ONU para la partición de Palestina en 1947, Irán fue el segundo país de mayoría musulmana en reconocer el estado de Israel en marzo de 1950, después de Turquía, y ambos estados mantuvieron una relación de cooperación estrecha en materia militar, policial, de energía, etc. 
Entre la oposición a la dinastía Pahlaví, se veía a ésta como títere de las potencias occidentales y al estado de Israel como parte de la penetración imperialista en Oriente Medio, y la oposición a ésta iba acompañada de la oposición a Israel, tanto entre pioneros del islamismo militante revolucionario iraní como el ayatolá Kashaní y los Fedayines del Islam de Navvab Safaví, como entre figuras del nacionalismo iraní tal Mohammad Mosaddeq.
El máximo líder de la revolución islámica iraní de 1979, el ayatolá Jomeini, vinculó desde el año 1963 su enfrentamiento radical a la dinastía Pahlaví con la oposición al sionismo y el estado de Israel, de los que consideraba que ejercían una inmensa influencia sobre el gobierno iraní. Una semana después del derrocamiento del sah en febrero de 1979, Irán cortó todo vínculo oficial con Israel,  mientras adoptaba una política de activo antisionismo gubernamental.

### Institución
El evento fue proclamado por el ayatolá Jomeini, líder de la Revolución Islámica iraní, el 7 de agosto de 1979, a propuesta de Ebrahim Yazdí, segundo ministro de Exteriores del gobierno interino de Irán de Mehdí Bazargán.

En nombre de Dios, clementísimo y misericordioso, 
A lo largo de todos estos años, he advertido a los musulmanes del peligro del ocupante israelí, que estos días ha intensificado sus feroces ataques a los hermanos y hermanas palestinos, y que está bombardeando especialmente las casas de los combatientes palestinos en el sur de Líbano para aniquilarlos. 
Pido al común de los musulmanes del mundo y a los gobiernos islámicos que se unan para acortarle la mano al invasor y a sus partidarios, e invito al conjunto de los musulmanes del mundo a elegir como «día de Al-Quds» el último viernes del mes bendito de ramadán, que es uno de los días del destino y puede ser decisivo para la suerte de los palestinos y proclamar en manifestaciones la solidaridad internacional de los musulmanes en apoyo a los derechos legales del pueblo musulmán. A Dios altísimo le pido la victoria de los musulmanes sobre quienes lo niegan. Sea con ustedes la paz, la misericordia de Dios y sus bendiciones. Ruhollah al-Musawi al-Jomeini
Mensaje publicado por el ayatolá Jomeini el 7 de agosto de 1979. 

Tras el comunicado de Jomeini, el día fue establecido oficialmente en Irán como Día Mundial de Al-Quds (روز جهانی قدس, ruz-e yahaní-e qods) y anualmente se organizaron desfiles antes de la oración del viernes de ese día. Igualmente, se han celebrado manifestaciones similares en países de mayoría musulmana como Turquía, Indonesia, Baréin, Líbano y Pakistán, e incluso en otros con comunidades musulmanas considerables como los Estados Unidos de América, Reino Unido, Venezuela, España,  etc.

## Eventos alrededor del mundo
Las protestas del Día de Al-Quds se observan tanto en el Medio Oriente como en países de Europa occidental, Estados Unidos y Canadá. Las marchas en Londres han atraído a más de 3,000 personas, mientras que Berlín vio a 1,600 manifestantes en 2018. Se realizaron manifestaciones en al menos 18 ciudades de los Estados Unidos en 2017.

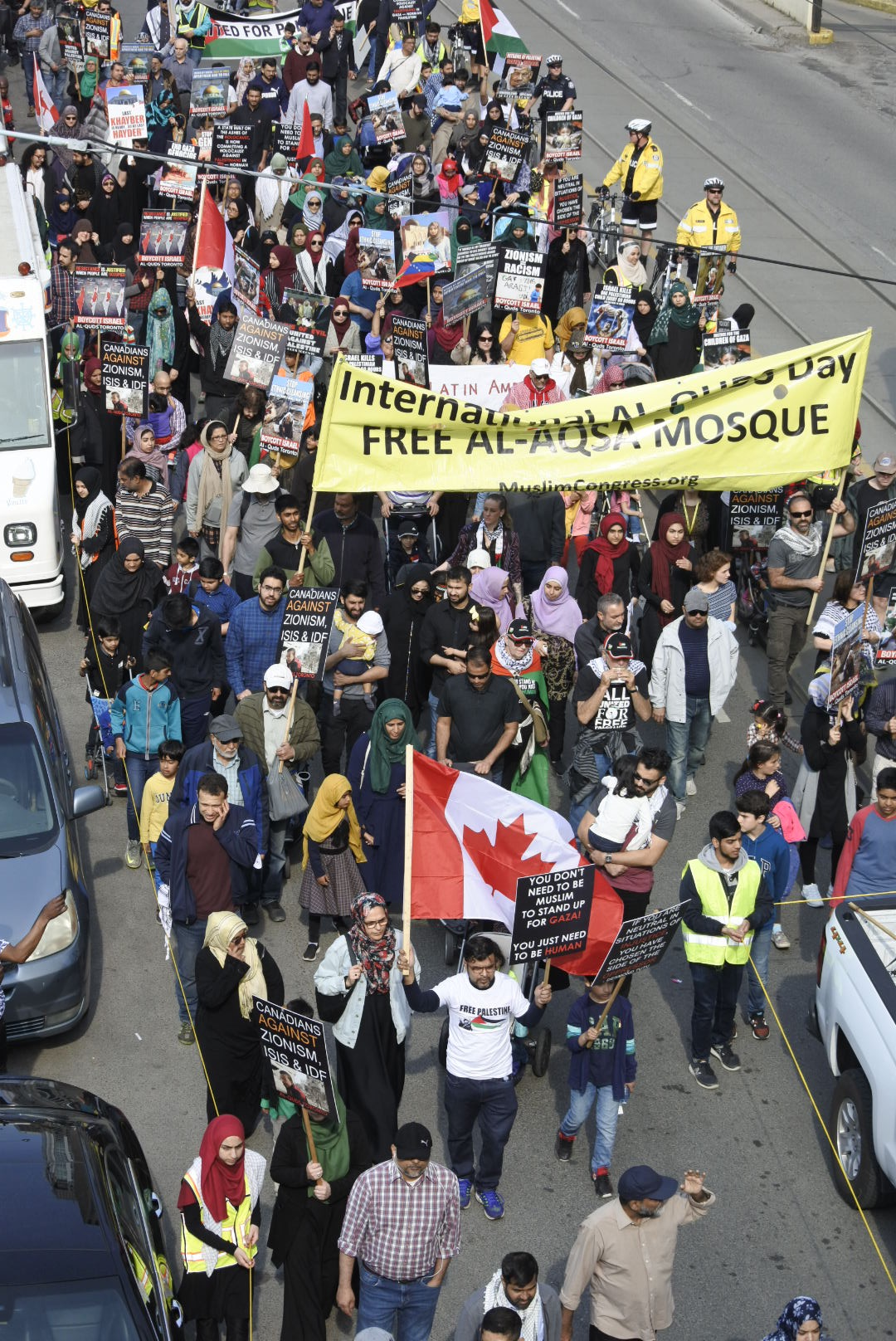
Marcha de Al-Quds en la ciudad de Toronto, Canadá. Junio de 2019
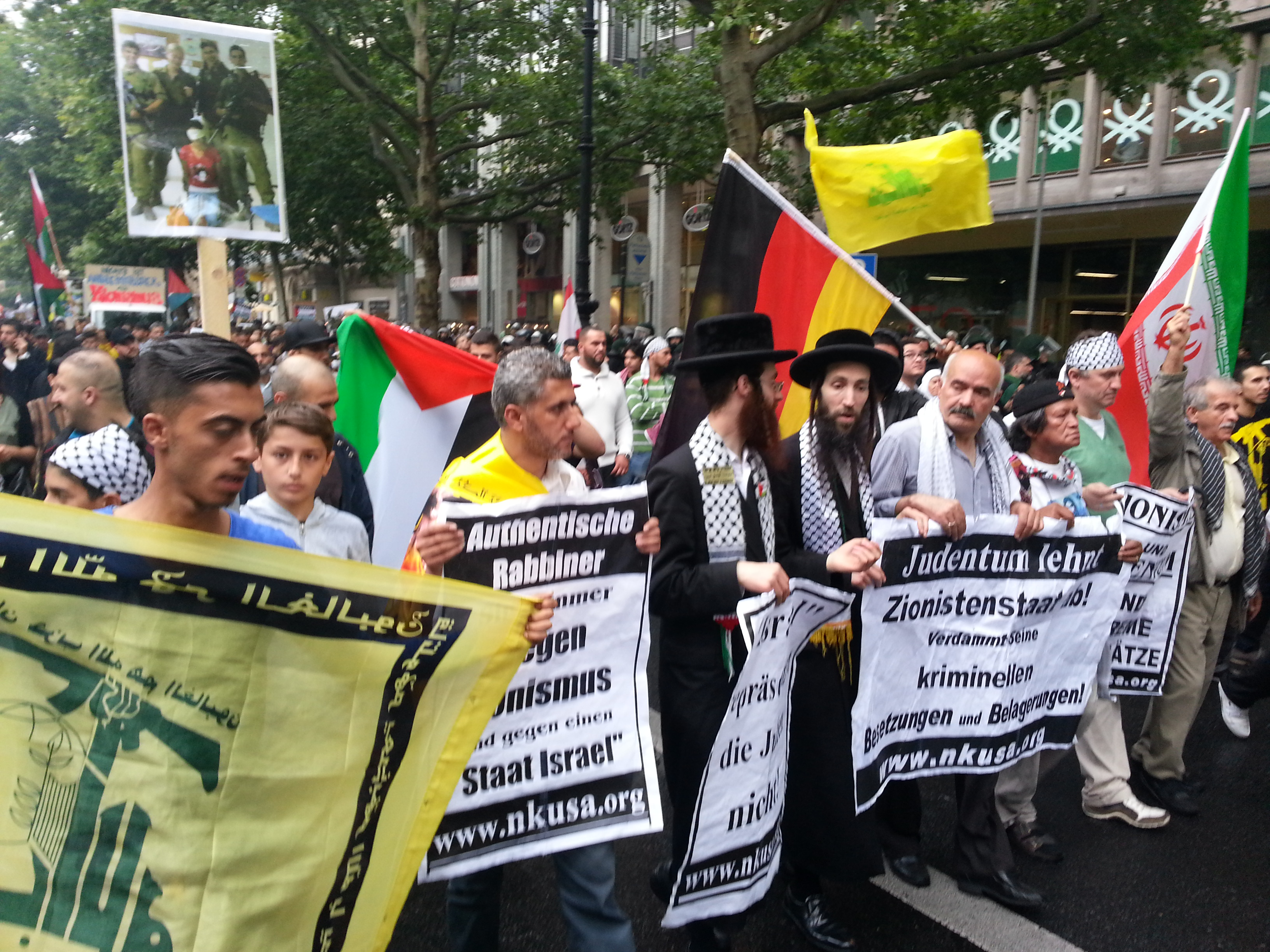
Al-Quds Berlín 2014
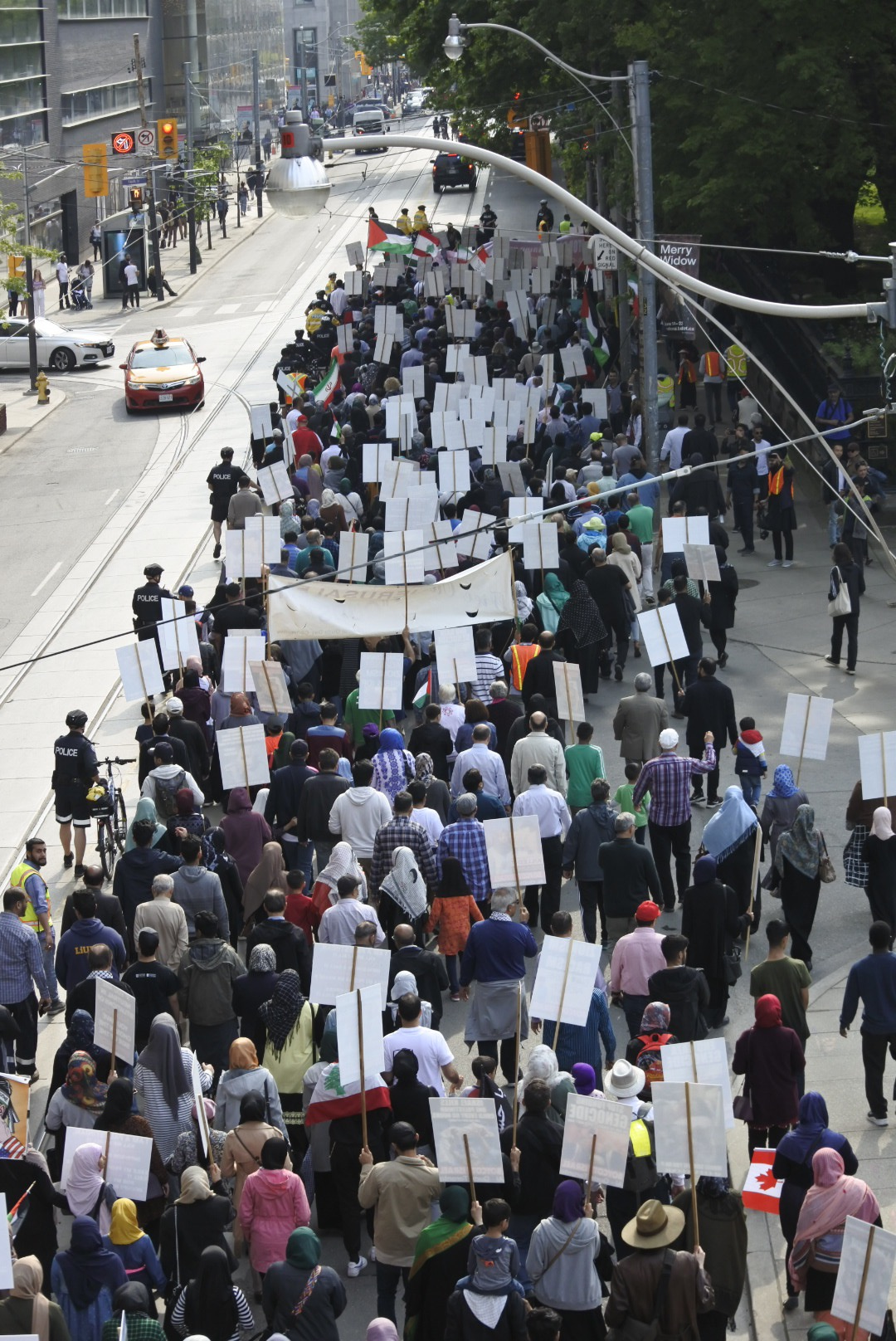
Toronto, Canadá 2019